# Никольский, Борис Михайлович
Бори́с Миха́йлович Нико́льский (род. 17 октября 1970) — российский литературовед и филолог-классик, доктор филологических наук (2017), член-корреспондент РАН (2025). Заведующий отделом античной литературы Института мировой литературы РАН, ведущий научный сотрудник Школы актуальных гуманитарных исследований РАНХиГС, профессор Института классического Востока и античности НИУ ВШЭ и кафедры классической филологии Института восточных культур и античности РГГУ.

## Биография
В 1992 году окончил классическое отделение филологического факультета МГУ им. М. В. Ломоносова и поступил в аспирантуру Института славяноведения РАН. В 1995 году там же защитил диссертацию на соискание ученой степени кандидата филологических наук по специальности «Классическая филология. Византийская и новогреческая филология» по теме «Истоки славянской грамматической теории (трактат „О восьми частях слова“ и греческие грамматики)».
С 1995 по 1997 — научный сотрудник Института славяноведения. С 2006 по 2017 год — старший научный сотрудник Государственного института искусствознания. В 2017 году защитил в МГУ диссертацию на соискание учёной степени доктора филологических наук по специальности «Классическая филология. Византийская и новогреческая филология» по теме «Структурный и контекстный анализ в интерпретации трагедий Еврипида».
С 2019 года — ведущий научный сотрудник, заведующий Лабораторией комментирования античных текстов ИМЛИ РАН, член диссертационного совета 24.1.080.02 ИМЛИ РАН.
Ведёт преподавательскую работу в РГГУ, где читает курсы по греческой литературе, классическим языкам и комментированию античных авторов. Под его руководством защищена 1 кандидатская диссертация.
Супруга — Мария Юрьевна Зерчанинова, журналистка, театральный критик, дочь народной артистки России Клары Новиковой.

## Научная деятельность
Специалист в области древнегреческой драматургии, позднеантичной прозы, культуры и искусства классической Греции.
Среди основных научных результатов: исследованы особенности передачи южным славянам греческой грамматической теории в Средневековье; показано, что синтаксическая теория, восходящая к Аполлонию Дисколу, пришла в славянский мир раньше учебных грамматик в традиции Дионисия Фракийского; исследованы особенности изложения Цицероном моральных учений стоиков и Эпикура; доказана зависимость Цицерона в этом изложении от платонической доксографии и прежде всего от Антиоха Аскалонского; изучены основные принципы построения трагедий Еврипида; предложены основанные на новых текстологических данных и на изучении особенностей поэтики интерпретации «тёмных» мест в текстах Софокла, Еврипида и Аристофана; изучены древнеармянские рукописи, содержащие перевод трактата Филона Александрийского «Жизнь Авраама»; построена стемма армянской рукописной традиции.

## Основные работы
Автор около 50 научных публикаций, в том числе 4 монографий.
- Misery and forgiveness in Euripides meaning and structure in the Hippolytus. Swansea: Classical press of Wales, 2015.